# ياتكين ديكينسيلير
ياتكين ديكينسيلير (بالتركية: Yetkin Dikinciler)‏ هو ممثل تركي، ولد في 15 أغسطس 1969 بإسطنبول في تركيا.

## أعمال

### أفلام
- (2005) أبي وابني

## وصلات خارجية
- ياتكين ديكينسيلير على موقع IMDb (الإنجليزية)
- ياتكين ديكينسيلير على موقع ألو سيني (الفرنسية)
- ياتكين ديكينسيلير على موقع قاعدة بيانات الفيلم (الإنجليزية)
- ياتكين ديكينسيلير على موقع كينوبويسك (الروسية)